# 汴梁路
汴梁路，元朝时设置的路。
元世祖至元二十五年（1288年）改南京路为汴梁路。为河南江北等处行中书省治所，治所在开封县、祥符县（今河南省开封市）。辖境相当今河南省荥阳市、襄城县以东，民权县、沈丘县以西和原阳县、延津县以南、漯河市、项城市以北等地区。下辖陈州、许州、睢州、钧州、郑州等州县。明朝洪武元年（1368年）改为开封府。